# ترگو
ترگو (به ایتالیایی: Tergu) یک کومونه در ایتالیا است که در استان ساساری واقع شده‌است.

## خصوصیات
ترگو ۳۶٫۵ کیلومترمربع مساحت و ۵۷۹ نفر جمعیت دارد و ۲۸۴ متر بالاتر از سطح دریا واقع شده‌است.